# Spaventapasseri

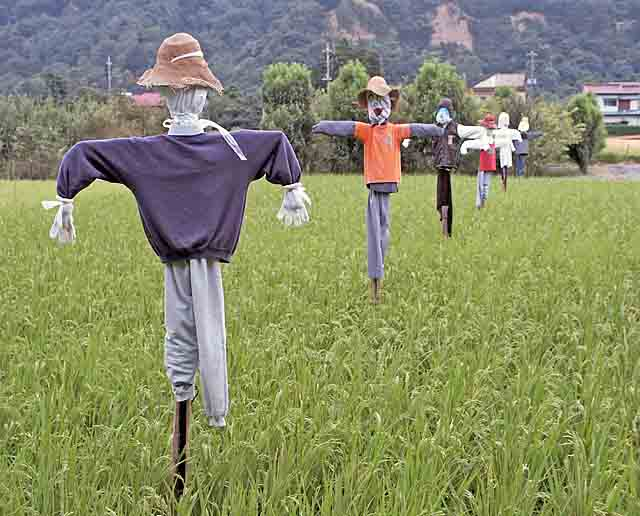
Spaventapasseri in una risaia giapponese

Uno spaventapasseri o spauracchio è un dispositivo, tradizionalmente un manichino, messo nei campi o nei giardini per spaventare gli uccelli come ad esempio corvi e passeri (da cui viene il nome) e dissuaderli dal rovinare il raccolto; in realtà soprattutto le varie specie di corvidi, che sono fra gli uccelli più intelligenti, sono in grado di capire già dopo alcune ore che non si tratta di una vera persona, e quindi lo utilizzano come trespolo. Solitamente è composto da un fantoccio di pezza o vimini montato su due sbarre di legno messe a croce, abbigliato con vecchi abiti e un cappello di paglia, per simulare una presenza umana.

## Origini
Lo spaventapasseri è utilizzato dagli agricoltori di tutto il mondo fin dall'antichità. A titolo d'esempio nella Roma classica si adoperavano statuette del nume tutelare Priapo per tenere lontani gli uccelli, come ricorda il poeta del I secolo a.C. Tibullo: 
(Tibullo, Elegie I, 1, 17-18. trad.: F. Della Corte)

## Tipologie di spaventapasseri

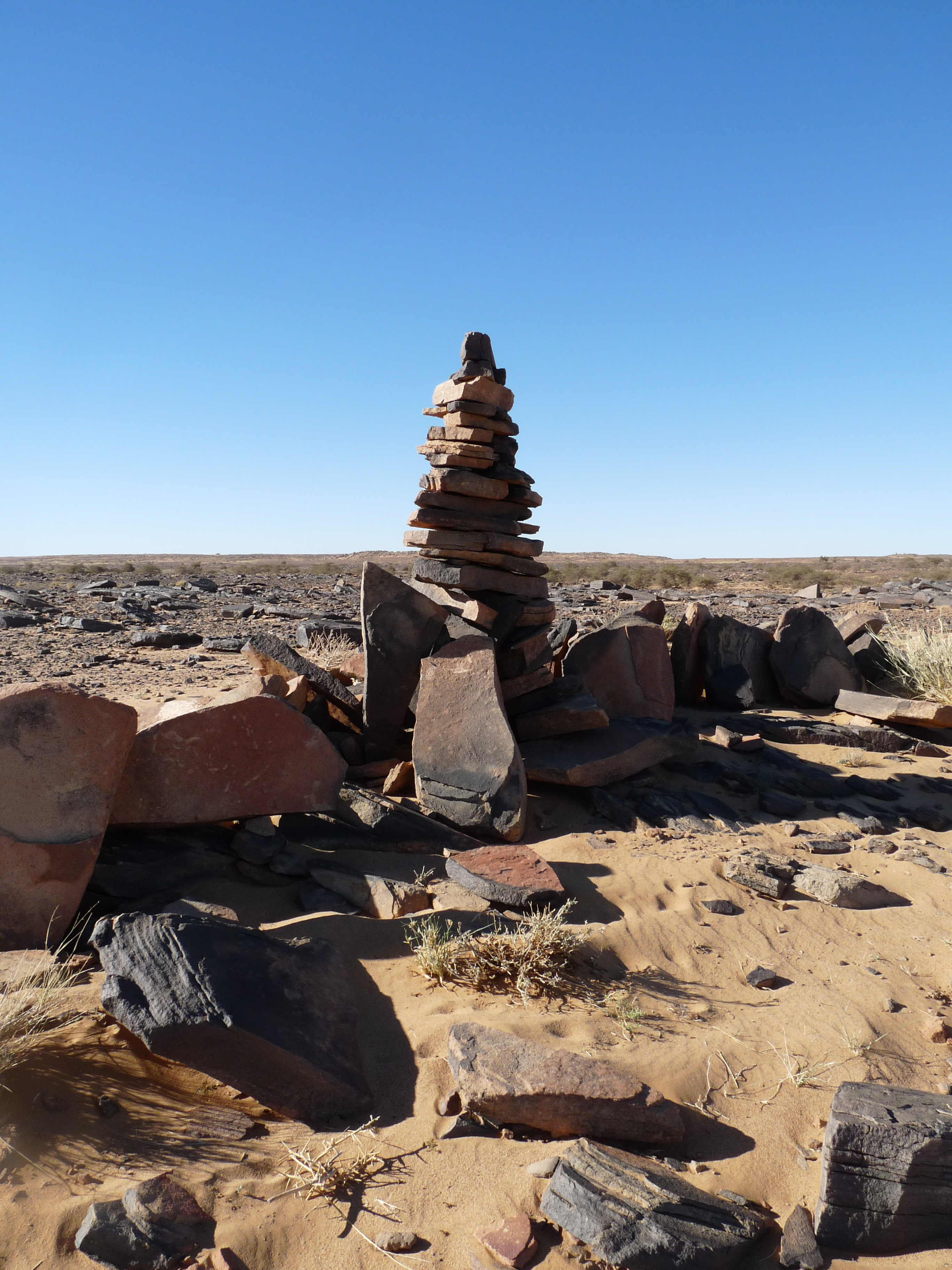
Uno spaventapasseri in pietra per tenere lontani gli sciacalli dalle capre (Adrar, Mauritania)

Gli spaventapasseri appartengono alla categoria dei "dissuasori ottici" per il controllo degli uccelli. Oltre al classico fantoccio, vi sono altri tipi di dispositivi detti spaventapasseri. Ad esempio si possono attaccare delle foto di rapaci su aquiloni in modo da spaventare gli altri uccelli che ne sono prede. Per i giardini, vi è il commercio di modelli tridimensionali che rappresentano gatti, gufi o serpenti. L'esposizione di corpi d'uccello in una postura insolita può essere efficace. Lo spaventapasseri di Markgren consiste in due enormi occhi disegnati su un pallone gonfiato con elio. Si usano anche i nastri riflettenti, composti da materiale plastico che riflette la luce del sole. Anche delle luci stroboscopiche possono allontanare gli uccelli per un certo tempo, ma una volta abituatisi non serviranno più.

## Aumentare l'efficienza
Per accrescere l'efficienza conviene cambiare di posto lo spaventapasseri. Se il modello viene spostato regolarmente, per esempio con il vento, risulta più efficace. Se allo spostamento è associato un rumore, l'effetto sarà ancora migliore. Inoltre, spesso uno spaventapasseri avente la postura da cacciatore è più efficace che con la classica postura a "T".

## Lo spaventapasseri nella cultura di massa

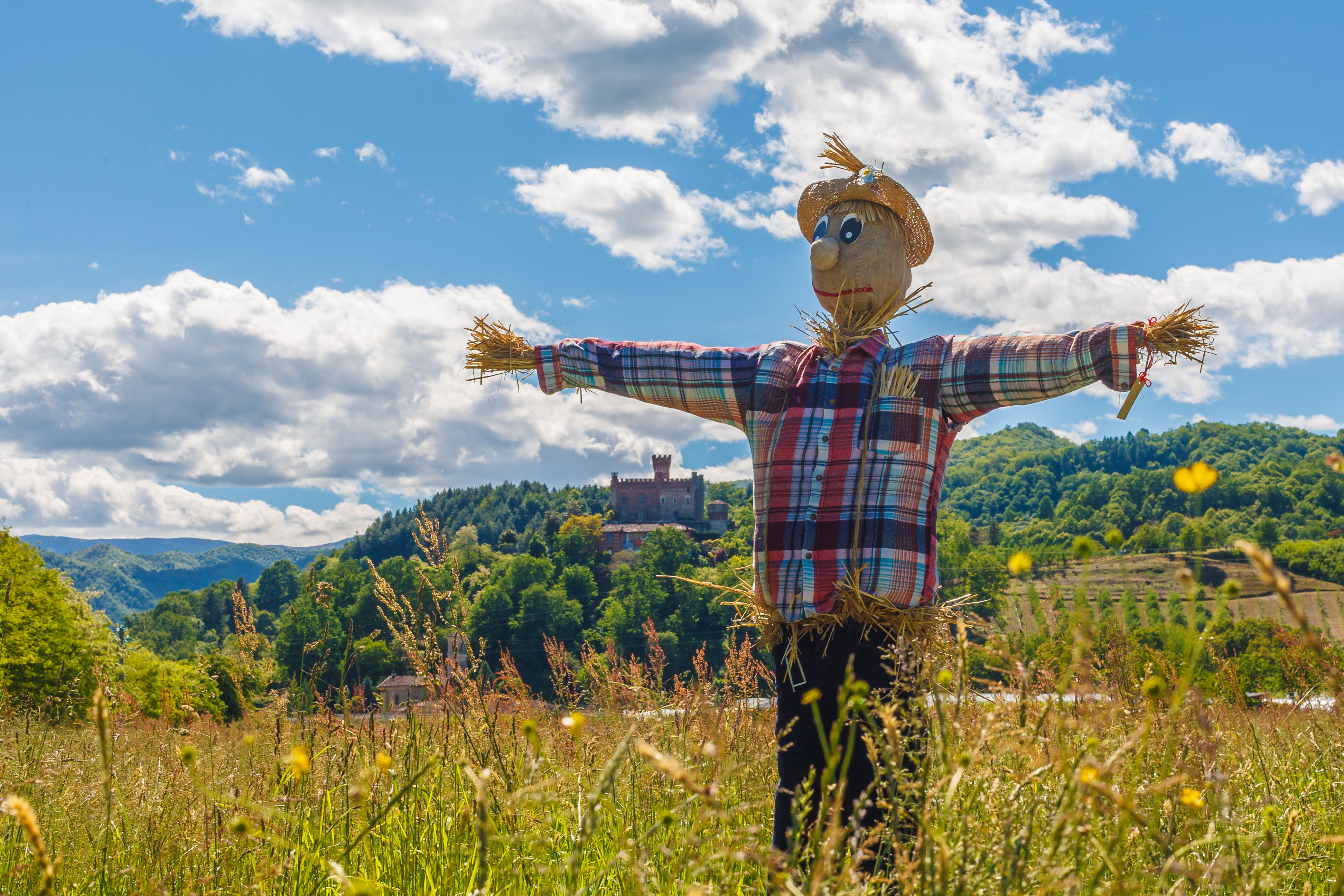
“Vestito di stracci e di stranezze, per centinaia di anni è stato custode dei raccolti.”

Lo spaventapasseri occupa un posto speciale nella cultura popolare in tutto il mondo. La parola può anche definire una persona brutta o mal vestita, o un oggetto o una persona di aspetto spaventoso.
- A Béville-le-Comte in Francia, capitale mondiale dello spaventapasseri, l'ultimo fine settimana di giugno si tiene una grande festa per celebrare lo spaventapasseri.
- Il Festival dello spaventapasseri si tiene ogni tre anni nella città di Denens nel cantone di Vaud in Svizzera.
- A Omal, un piccolo villaggio belga, si tiene ogni anno a maggio-giugno, il "Festival dello spaventapasseri".
- A Thimougies in Belgio, vicino a Tournai, il terzo fine settimana di giugno si tiene una gara biennale di spaventapasseri. Thimougies è stato uno dei primi sostenitori di questo evento in Belgio (1ª edizione nel 1998).
- A Castellar (provincia di Cuneo) da oltre vent'anni si tiene la festa degli spaventapasseri la prima e la seconda domenica di maggio.
- Thiene (provincia di Vicenza) organizza il festival dello spaventapasseri generalmente la seconda domenica di maggio.
- A Sołonka in Polonia (Lubenia) c'è il Museo dello Spaventapasseri (Muzeum Strachów Polnych), con allestimenti anche all'aperto.
- A Vendersi in Italia (Val Borbera) è stato creato il Paese degli Spaventapasseri, dove durante l'estate si possono trovare più di 70 spaventapasseri che animano il paesino montano
- In League of Legends il personaggio giocabile, Fiddlesticks, un essere demoniaco in grado di causare incubi, ha un design e una posa che sembrano ispirati agli spaventapasseri.

### Nella musica
- Il gruppo britannico dei Pink Floyd ha registrato una canzone intitolata The Scarecrow ("Lo spaventapasseri") per il loro album di esordio.
- Il musicista statunitense Beck ha scritto un brano intitolato Scarecrow ("Spaventapasseri").
- Il gruppo punk statunitense The Misfits ha scritto una canzone intitolata Scarecrow Man presente nel loro album Famous Monsters.
- Il gruppo statunitense My Chemical Romance ha pubblicato nel 2010 una canzone intitolata S/C/A/R/E/C/R/O/W.
- Il gruppo hard rock britannico Rainbow ha utilizzato, per la copertina dell'album Stranger in Us All, una foto di Ritchie Blackmore in posa da spaventapasseri.

### Nella narrativa
- Spaventapasseri è il nome di un famoso supercriminale della DC Comics.
- Nel romanzo Il meraviglioso mago di Oz di Lyman Frank Baum, uno dei protagonisti è uno Spaventapasseri che vorrebbe un cervello che scopre di averlo sempre avuto alla fine della vicenda,il personaggio appare anche nei numerosi sequel.

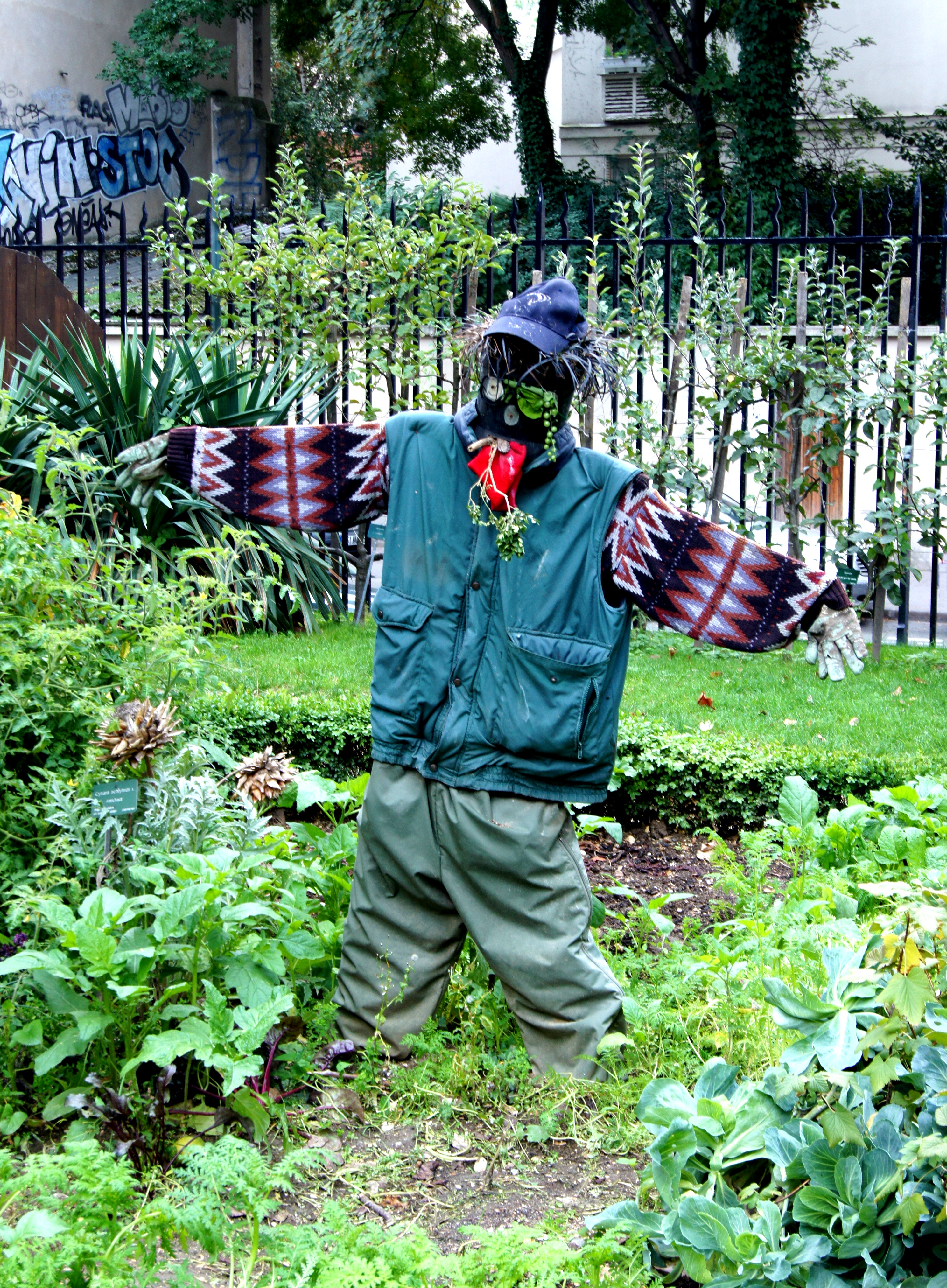
Uno spaventapasseri in un giardino di Parigi